# Evriviadis Sofós
Evriviádis Sofós (Mitilene, Grècia, 1974). És professor de llengua castellana i traductor del castellà i del català al grec.
Sofós, després d'haver començat l'aprenentatge del català a la Universitat de Granada, ha seguit amb cursos de llengua catalana a la Universitat Catalana d'Estiu, a Prada de Conflent, i finalment va començar estudis de doctorat en català i en castellà a la Universitat Autònoma de Barcelona, on va treballar més sobre la narrativa catalana actual amb una tesina comparada que analitzava les obres dels escriptors David Sedaris i Quim Monzó. Des del 2004 treballa per al Centre d'idiomes de la Universitat Kapodistríaca d'Atenes impartint classes de castellà.
Ha traduït diversos llibres de narrativa catalana al grec, entre els quals La plaça del Diamant de Rodoreda i Jo confesso, de Jaume Cabré. Per la traducció de Jo confesso ha estat guardonat amb el Premi estatal de traducció literària d'una obra de literatura estrangera a la llengua grega, el més prestigiós premi grec per a traductors. Els primers tres llibres han estat publicats per l'editorial grega Pàpiros amb l'ajuda de l'Institut Ramon Llull.

## Traduccions
- 2008:  Οι φωνές του ποταμού Παμάνο (Les veus de Pamano) de Jaume Cabré
- 2009:  Μπορείς να φας λεμόνι και να μην ξινίσεις τα μούτρα σου; (Si menges una llimona sense fer ganyotes) de Sergi Pàmies (conjuntament amb el traductor Konstantinos Paleologos)
- 2011:  Το μέγεθος της τραγωδίας (La magnitud de la tragèdia) de Quim Monzó
- 2016:  Confiteor (Jo confesso) de Jaume Cabre
- 2018:  Ο Μόλσα στα ίχνη της ευτυχίας (Molsa) de David Cirici
- 2019:  Πλατεία Διαμαντιού (La plaça del Diamant) de Mercè Rodoreda
- 2019:  Η νέα ζωή του κυρίου Ρουτίν (La nova vida del senyor Rutin) de David Nel·lo
- 2019:  Η Βαλενσιάνικη Βίβλος (La Bíblia valenciana) de Rafael Tasis
- 2019:  Η σκιά του ευνούχου (L'ombra de l'eunuc) de Jaume Cabré
- 2021:  Σπασμένος καθρέφτης (Mirall trencat) de Mercè Rodoreda